# 알바진 공성전
알바진 공성전은 1685년부터 1686년까지 러시아 차르국과 청 사이에 벌어진 군사적 충돌이었다. 이 전쟁은 결국 알바진이 청에 항복하고 러시아가 베이징시에서 무역 특권을 얻는 대가로 아무르강 지역을 포기하면서 끝이 났다.

## 배경
후퉁 전투 (1658년) 이후 러시아인들은 아무르강 계곡의 통제권을 얻기 위한 공식적인 시도를 하지 않았다. 그러나 그들은 인근 민족들의 충성을 얻기 위해 만주족과 적극적으로 경쟁했다. 1667년, 함니간인 부랴트인 지도자 간티무르는 러시아에 대한 군사 작전에 동참하라는 청의 요청을 거부하고 다른 편으로 넘어갔다. 청은 선물로 그를 되찾으려 했고, 그것이 통하지 않자 러시아에 그의 송환을 요구했으나 이 또한 통하지 않았다. 청은 이때 아무르 지역의 보급 부족으로 인해 러시아에 대한 즉각적인 군사 원정을 할 수 없었다.
바이칼호 서쪽의 러시아 영토는 1661년 이르쿠츠크 설립으로 통합되었다. 그러나 1663년 우량카이 지역에서 패배하면서 남쪽 확장은 중단되었다. 리투아니아와 폴란드에서 온 망명자들의 이주로 이 지역으로의 러시아 이주도 심화되었다. 이들 망명자 중에는 1665년 일리름스크에서 경비병들을 살해하고 탈옥수들과 함께 알바진으로 도주하여 요새를 재건한 폴란드인 니키포르 체르니곱스키가 있었다. 기술적으로는 난민이었지만, 체르니곱스키는 현지 민족들로부터 공물을 거두어 그 일부를 네르친스크 당국에 보냈다. 1672년, 네르친스크의 러시아 당국은 알바진을 공식적으로 점령했다. 체르니곱스키는 체포되어 모스크바로 송환되었고, 그곳에서 사면되어 아무르로 다시 보내졌다. 러시아 극동의 다른 지역과 달리 알바진의 땅은 비옥했고, 요새는 빠르게 정착지로 성장하여 건물들이 늘어나고 농장들이 계곡 전역으로 퍼져나갔다.
이 지역에서의 청의 존재감도 1680년대에 아이훈과 메르겐에 요새를 건설하고 기린에 부두를 건설하면서 확장되었다. 대싱안령과 소싱안령 산맥의 수렵채집민들을 행정적으로 관리하기 위해 부타에 사무소가 설치되었다.

## 1685년 공성전
1686년 6월, 랑탄은 3,000명의 청군을 이끌고 알렉세이 톨부진이 이끄는 약 450명의 병력이 주둔한 알바진을 포위했다. 러시아 자료에 따르면 청은 "엄청난 총포"를 가지고 있었고, 심지어 홍이포보다 더 강력한 "기적적인 위력의 대장군포"라고 불리는 대포를 가지고 있었다. 공성전 첫날 포격으로 100명 이상의 러시아인이 사망했다. 러시아 측은 다음 날 항복하고 네르친스크로 떠나는 것이 허용되었지만, 많은 러시아인이 대신 청으로 망명하기로 결정했다. 알바진과 인근 마을, 수도원은 파괴되었지만, 왠지 모르게 농작물은 손대지 않았다.

## 1686년 공성전

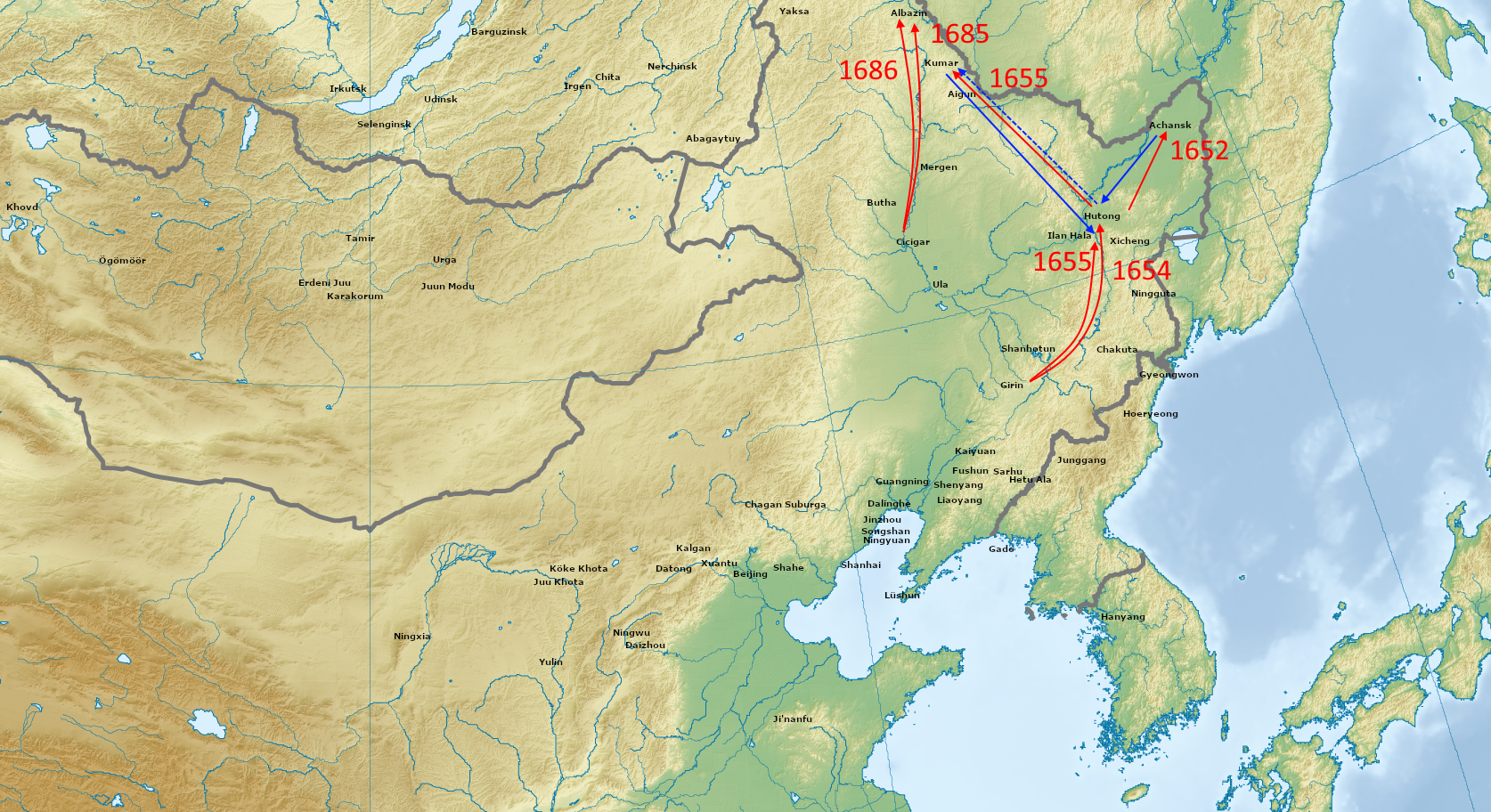
17세기 청-러시아 국경 분쟁

톨부진이 이끄는 러시아인들은 농작물을 수확하기 위해 알바진으로 돌아왔다. 이번에는 1667년 러시아에 잡혀 시베리아에 포로로 보내졌던 프로이센 군사 전문가 아파나시 이바노비치 베이튼의 도움을 받아 견고한 성형요새를 건설했다. 흙으로 된 새로운 벽은 점토와 나무뿌리로 엮어 보강되어 이례적으로 강력했다.
1686년 7월, 랑탄은 3,000명의 병력을 이끌고 다시 알바진을 포위했다. 이번에는 청군이 여러 차례 시도에도 불구하고 벽을 뚫지 못했다. 7월 23일, 청은 대포의 포격 후 남쪽 벽에 직접 공격을 가했지만, 큰 손실을 입고 후퇴해야 했다. 그러나 러시아군은 여러 차례 성공적인 출격을 감행했으며, 때로는 포로를 잡기도 했다. 그들은 한 지점에서 너무 자신감을 가졌고, 적의 공성 작업을 해체하려다 매복에 걸렸다. 요새의 방어벽과 설계로 인해 청은 방어군을 포격할 유리한 위치를 확보할 수 없었다. 8월 초, 청은 요새 주변에 벽을 세우고 러시아군이 강에 접근하는 것을 차단했다. 러시아군은 이를 막으려 했지만 4일간의 전투 끝에 실패했다. 8월 말까지 알바진 주변에는 완전한 봉쇄가 이루어졌다. 러시아군은 매우 병들었고 괴혈병, 발진티푸스, 콜레라로 죽기 시작했다. 공성전이 시작될 때 알바진을 지키던 800~900명의 방어군 중 11월 초까지 150명만이 살아남았다. 청군 또한 러시아군만큼은 아니지만 큰 피해를 입었고, 11월에는 원래 3,000명의 절반도 채 남지 않았다.
한 자료에 따르면 청은 톨부진을 살해하고 요새를 탈환했다. 원래 방어군 중 70명만이 살아남았고 그들 중 절반은 곧 기아와 질병으로 사망했다. 그 후, 강희제는 러시아가 아무르에서 철수하는 대가로 무역을 제안하는 메시지를 모스크바에 보냈다.
또 다른 자료에 따르면 공성전은 양측 간의 평화 협상 후에 끝났다. 1686년 10월, 모스크바에서 온 러시아 사절단이 평화를 구하기 위해 베이징시에 도착했다. 강희제는 12월에 알바진에 도착한 사자를 보내 알바진에서 철수한다고 발표했다. 800~900명의 방어군 중 24명만이 살아남았다. 그들은 요새를 떠나 물품을 구매하고 청군으로부터 보급품을 제공받는 것이 허용되었다. 청군은 철수하여 다음 해에 알바진을 떠났다. 러시아인들은 마을을 재건하고 경작했지만 중국 주권을 침해하는 것으로 간주되어 사냥은 허용되지 않았다. 알바진은 1689년 네르친스크 조약에서 러시아가 베이징에서 무역 특권을 얻는 대가로 청에 양도되었다.

## 이후
호리족과 솔론족이 러시아와 편을 들 것을 우려하여 청은 그들의 공동체를 만주족 영토로 재배치했다. 그들 대부분은 굶주림으로 죽거나 팔기제에 동화되었다. 1689년 8월, 러시아가 아무르 지역을 만주족에게 공식적으로 양도하는 네르친스크 조약이 청의 무력 위협 아래 합의되었다. 이 조약으로 러시아는 베이징에서 무역할 수 있게 되었고, 네르친스크에서 넌강을 경유하는 대상로가 개설되었다. 청은 1691년 치치얼시와 부타에 주둔지를 두어 헤이룽장성에 대한 존재감을 더욱 공고히 했지만, 아무르 국경을 순찰하려는 시도는 거의 하지 않고 오히려 아무르강 북쪽 강변의 인구를 줄이는 것을 택했다. 청의 관점에서 부족민들이 러시아 영토에서 청 영토를 습격할 가능성은 직접적인 러시아 침공보다 더 큰 위협이었다.
캬흐타 조약은 1728년에 체결되어 북부 몽골에 있는 두 제국 간의 국제 국경을 획정했다. 캬흐타는 러시아인과 중국인 인구가 모두 거주하는 무역 도시가 되었다. 중국 도시와 러시아 요새 중간에는 두 개의 기둥이 세워졌는데, 하나는 러시아어, 다른 하나는 만주어로 새겨져 있었다.

## 참고 문헌
- Andrade, Tonio (2016), 《The Gunpowder Age: China, Military Innovation, and the Rise of the West in World History》, Princeton University Press, ISBN 978-0-691-13597-7.
- Chen, Vincent (1966), 《Sino-Russian War on the Amur》
- Christian, David (2018), 《A History of Russia, Central Asia, and Mongolia 2》
- Kang, Hyeok Hweon (2013), “Big Heads and Buddhist Demons: The Korean Musketry Revolution and the Northern Expeditions of 1654 and 1658” (PDF), 《Journal of Chinese Military History》 2, 2020년 10월 2일에 원본 문서 (PDF)에서 보존된 문서, 2019년 9월 13일에 확인함
- Narangoa, Li (2014), 《Historical Atlas of Northeast Asia, 1590-2010: Korea, Manchuria, Mongolia, Eastern Siberia》, New York: Columbia University Press, ISBN 9780231160704